# Nissan Altima
Nissan Altima – samochód osobowy klasy średniej (egzemplarze z lat 1993–2001 należały do segmentu C) produkowany przez japońską firmę motoryzacyjną Nissan od roku 1993. Jest to kontynuacja linii modelu Bluebird, której początki sięgają roku 1957. Głównym rynkiem sprzedaży Altimy są Stany Zjednoczone, tam też samochód jest produkowany. Poza rynkiem USA samochód sprzedawany jest także w Kanadzie, Meksyku, Puerto Rico, Chile, Australii, Filipinach, Korei, Izraelu i na Bliskim Wschodzie. W innych rejonach oferowany jest bardzo podobny model Teana oparty na tej samej płycie podłogowej co Altima z lat 2002-2006. Model plasuje się pod względem rozmiarów oraz wyposażenia pomiędzy Sentrą a Maximą. Do tej pory powstało sześć generacji tego najlepiej sprzedającego się od wielu lat modelu Nissana w Ameryce Północnej. W pierwszych dwóch generacjach samochodu do napędu służył silnik R4 KA24DE o pojemności 2,4 litra. Modele z kolejnych dwóch generacji mogły być wyposażone w dwa motory, rzędowy 4-cylindrowy o pojemności 2,5 litra QR25DE oraz znany z m.in. z modelu 350Z i Maxima V6 VQ35DE o pojemności 3,5 litra. Szósta generacja jest wyposażona w turbodoładowany 4-cylindrowy silnik KR20DDET o pojemności 2,0 litra.
Samochód zadebiutował w 1993 roku jako następca krytykowanego modelu Stanza. Obecnie w sprzedaży jest już piąta generacja tego popularnego samochodu. Nissan Altima rywalizuje w swoim segmencie z samochodami: Toyota Camry, Honda Accord, Hyundai Sonata oraz Mazda 6.
Nissan Altima na rynku polskim jest obecny tylko dzięki prywatnemu importowi.

| Klasa     | Nadwozie     | Oś czasu (lata modelowe) | Oś czasu (lata modelowe) | Oś czasu (lata modelowe) | Oś czasu (lata modelowe) | Oś czasu (lata modelowe) | Oś czasu (lata modelowe) | Oś czasu (lata modelowe) | Oś czasu (lata modelowe) | Oś czasu (lata modelowe) | Oś czasu (lata modelowe) | Oś czasu (lata modelowe) | Oś czasu (lata modelowe) | Oś czasu (lata modelowe) | Oś czasu (lata modelowe) | Oś czasu (lata modelowe) | Oś czasu (lata modelowe) | Oś czasu (lata modelowe) | Oś czasu (lata modelowe) | Oś czasu (lata modelowe) | Oś czasu (lata modelowe) | Oś czasu (lata modelowe) | Oś czasu (lata modelowe) | Oś czasu (lata modelowe) | Oś czasu (lata modelowe) | Oś czasu (lata modelowe) | Oś czasu (lata modelowe) | Oś czasu (lata modelowe) | Oś czasu (lata modelowe) | Oś czasu (lata modelowe) | Oś czasu (lata modelowe) | Oś czasu (lata modelowe) | Oś czasu (lata modelowe) |
| Klasa     | Nadwozie     | lata 90                  | lata 90                  | lata 90                  | lata 90                  | lata 90                  | lata 90                  | lata 90                  | lata 90                  | lata 00                  | lata 00                  | lata 00                  | lata 00                  | lata 00                  | lata 00                  | lata 00                  | lata 00                  | lata 00                  | lata 00                  | lata 10                  | lata 10                  | lata 10                  | lata 10                  | lata 10                  | lata 10                  | lata 10                  | lata 10                  | lata 10                  | lata 10                  | lata 20                  | lata 20                  | lata 20                  | lata 20                  |
| Klasa     | Nadwozie     | 2                        | 3                        | 4                        | 5                        | 6                        | 7                        | 8                        | 9                        | 0                        | 1                        | 2                        | 3                        | 4                        | 5                        | 6                        | 7                        | 8                        | 9                        | 0                        | 1                        | 2                        | 3                        | 4                        | 5                        | 6                        | 7                        | 8                        | 9                        | 0                        | 1                        | 2                        | 3                        |
| --------- | ------------ | ------------------------ | ------------------------ | ------------------------ | ------------------------ | ------------------------ | ------------------------ | ------------------------ | ------------------------ | ------------------------ | ------------------------ | ------------------------ | ------------------------ | ------------------------ | ------------------------ | ------------------------ | ------------------------ | ------------------------ | ------------------------ | ------------------------ | ------------------------ | ------------------------ | ------------------------ | ------------------------ | ------------------------ | ------------------------ | ------------------------ | ------------------------ | ------------------------ | ------------------------ | ------------------------ | ------------------------ | ------------------------ |
| Segment C | Sedan        | Pierwsza generacja       | Pierwsza generacja       | Pierwsza generacja       | Pierwsza generacja       | Pierwsza generacja       | Pierwsza generacja       | Druga generacja          | Druga generacja          | Druga generacja          | Druga generacja          |                          |                          |                          |                          |                          |                          |                          |                          |                          |                          |                          |                          |                          |                          |                          |                          |                          |                          |                          |                          |                          |                          |
| Segment D | Sedan        |                          |                          |                          |                          |                          |                          |                          |                          |                          |                          | Trzecia generacja        | Trzecia generacja        | Trzecia generacja        | Trzecia generacja        | Trzecia generacja        | Czwarta generacja        | Czwarta generacja        | Czwarta generacja        | Czwarta generacja        | Czwarta generacja        | Czwarta generacja        | Piąta generacja          | Piąta generacja          | Piąta generacja          | Piąta generacja          | Piąta generacja          | Piąta generacja          | Szósta generacja         | Szósta generacja         | Szósta generacja         | Szósta generacja         | Szósta generacja         |
| Segment D | Sedan Hybrid |                          |                          |                          |                          |                          |                          |                          |                          |                          |                          |                          |                          |                          |                          |                          |                          | Altima Hybrid            | Altima Hybrid            | Altima Hybrid            | Altima Hybrid            | Altima Hybrid            |                          |                          |                          |                          |                          |                          |                          |                          |                          |                          |                          |
| Segment D | Coupe        |                          |                          |                          |                          |                          |                          |                          |                          |                          |                          |                          |                          |                          |                          |                          |                          | Altima Coupe             | Altima Coupe             | Altima Coupe             | Altima Coupe             | Altima Coupe             | Altima Coupe             |                          |                          |                          |                          |                          |                          |                          |                          |                          |                          |

## Pierwsza generacja (U13, 1992-1997)
Samochód był produkowany w fabryce w miejscowości Smyrna w stanie Tennessee od czerwca 1992 roku jako 4-drzwiowy sedan silnikiem benzynowym o pojemności 2.4 litra i mocy 150 KM, z 5-biegową manualną skrzynią biegów i 4-biegowym automatem. Był dostępny w następujących wersjach wyposażeniowych: XE, GXE, SE i GLE.

## Druga generacja (L30, 1998-2001)

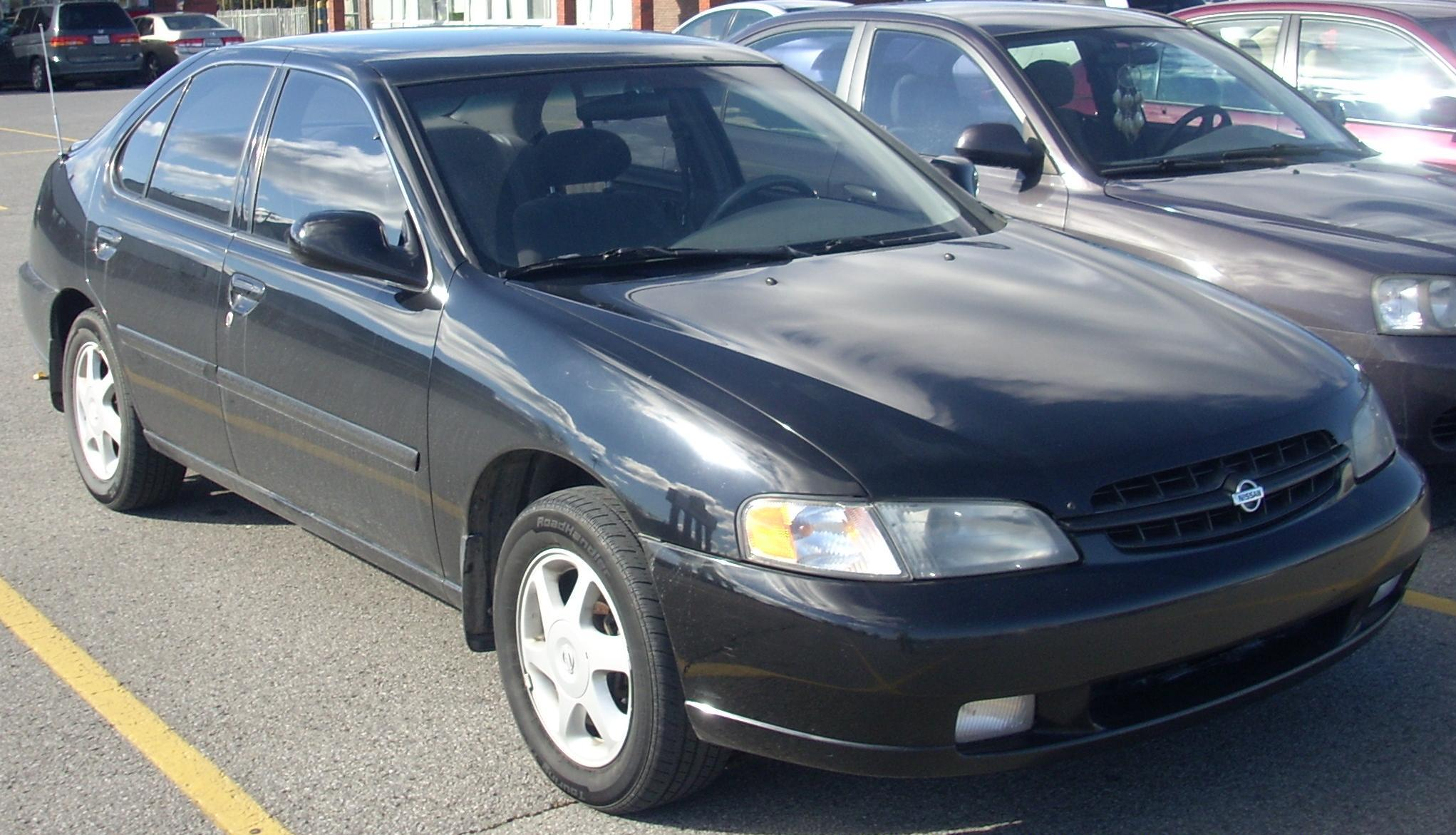

Samochód był produkowany jako 4-drzwiowy sedan silnikiem benzynowym o pojemności 2.4 litra i mocy 155 KM, był dostępny tylko na rynku amerykańskim w następujących wersjach wyposażeniowych: XE, GXE, SE i GLE.

## Trzecia generacja (L31, 2002-2006)
Samochód produkowany tylko jako 4-drzwiowy sedan, został zbudowany na płycie podłogowej Nissan FF-L i miał większe gabaryty od poprzedniej generacji. W aucie montowano dwa rodzaje silników benzynowych: rzędowy 4-cylindrowy o pojemności 2.5 litra i V6 o pojemności 3.5 litra; oraz dwa rodzaje skrzyni biegów: 4-biegowy automat i 6-biegową manualną skrzynię w wersji SE-R (dostępna od 2005).

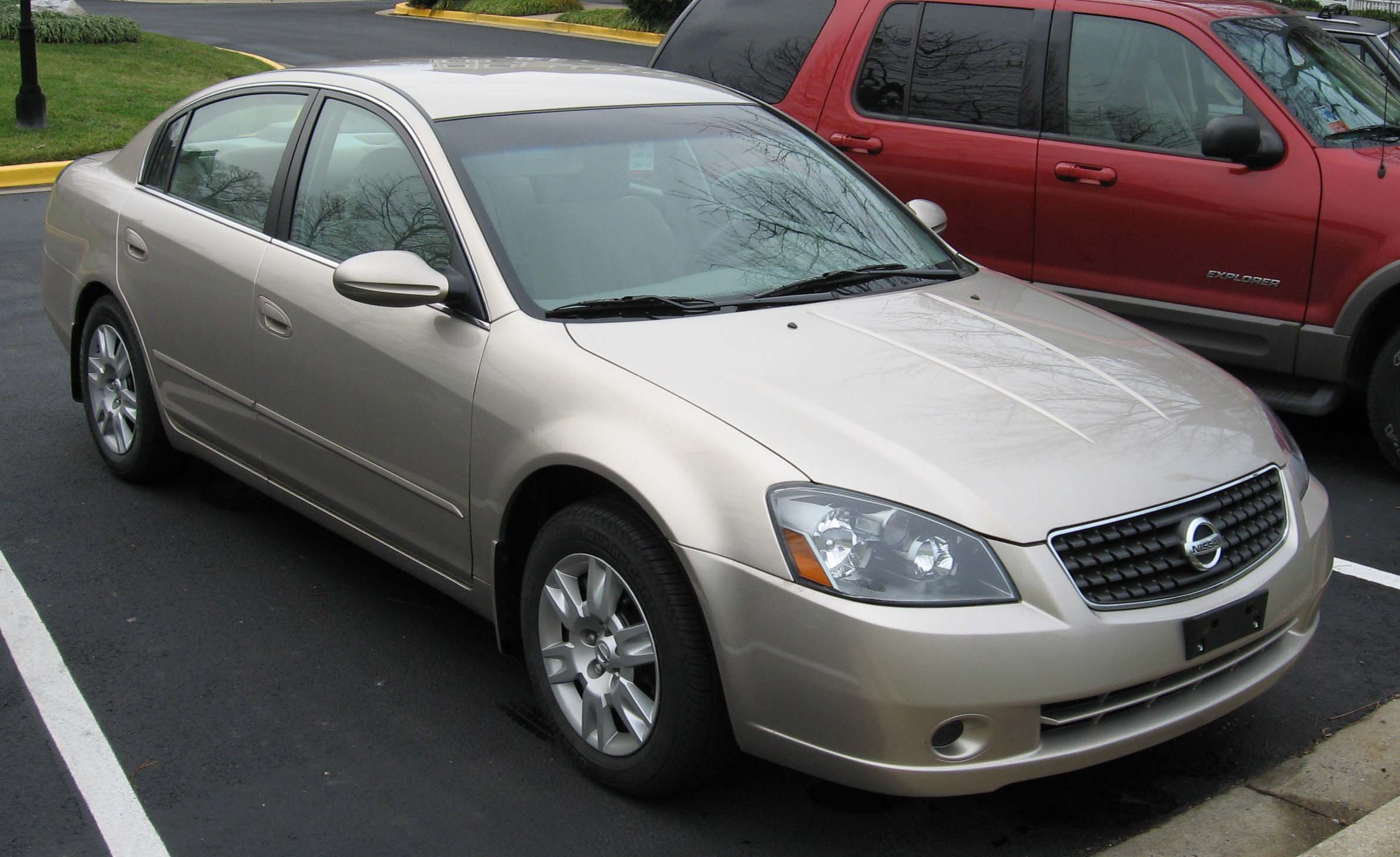
2005-2006 Nissan Altima

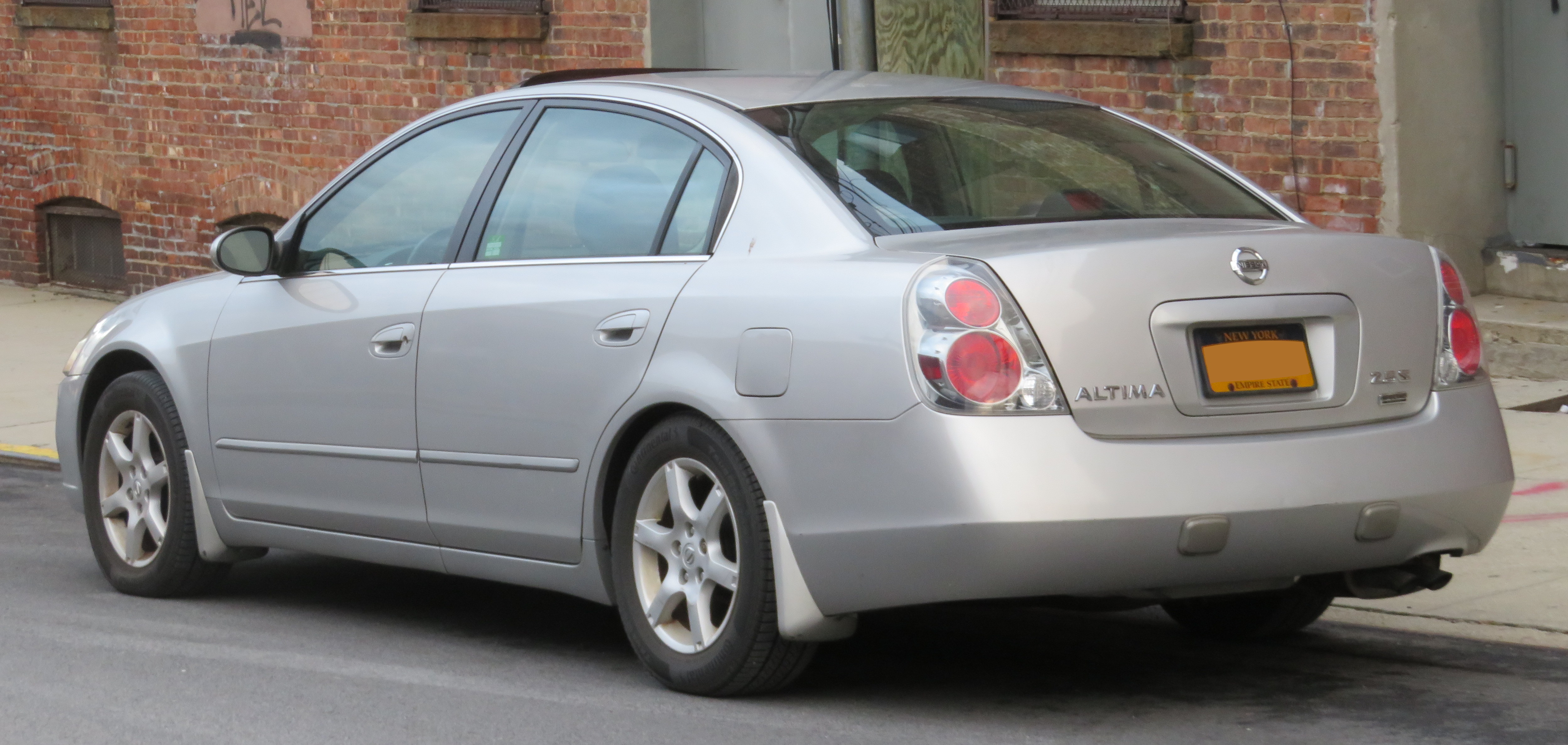
2006 Nissan Altima 2.5S Special Edition

W 2002 roku samochód zdobył tytuł North American Car of the Year.
Facelifting został przeprowadzony w jesieni 2004 roku (rok modelowy 2005). Zmieniono wtedy przedni grill samochodu, pokrywę silnika i deskę rozdzielczą, po raz pierwszy dodano opcjonalną nawigację samochodową bazującą na DVD.
Dodatkowe, opcjonalne pakiety wyposażenia:
- Convenience Package (2.5 S, 2.5 SL)
- Convenience Plus Package (2.5 S)
- Premium Convenience Package (2.5 S)
- Sport Package (3.5 SE)
- Sport Package Plus (3.5 SE)
- Leather Sport Package (3.5 SE)
- Premium Leather Package (3.5 SE)
- Comfort Package (tylko w 2006 roku)
- Trip Package (tylko w 2006 roku)
- Special Edition Package (tylko w 2006 roku)[3]

## Czwarta generacja (L32, D32, 2007-2012)
Czwarta generacja Altimy została zaprezentowana na targach New York International Auto Show w kwietniu 2006 roku. Samochód jest wyposażony w bezstopniową automatyczną skrzynię biegów Xtronic CVT (Continuously Variable Transmission) i 6-stopniową manualną skrzynię biegów (tylko wersje modelowe 2007-2010). Producent wyposażył samochód w inteligentny kluczyk I-Key (technologia UHF RFID), który wyczuwa auto z odległości i pozwala otworzyć drzwi po naciśnięciu przycisku klamki, natomiast silnik uruchamiany jest poprzez naciśnięcie przycisku zapłonu Start/Stop. Samochód posiada nowe przednie zawieszenie oraz zmodernizowaną wersję tylnego zawieszenia oraz system kontroli ciśnienia w kołach (TPMS).

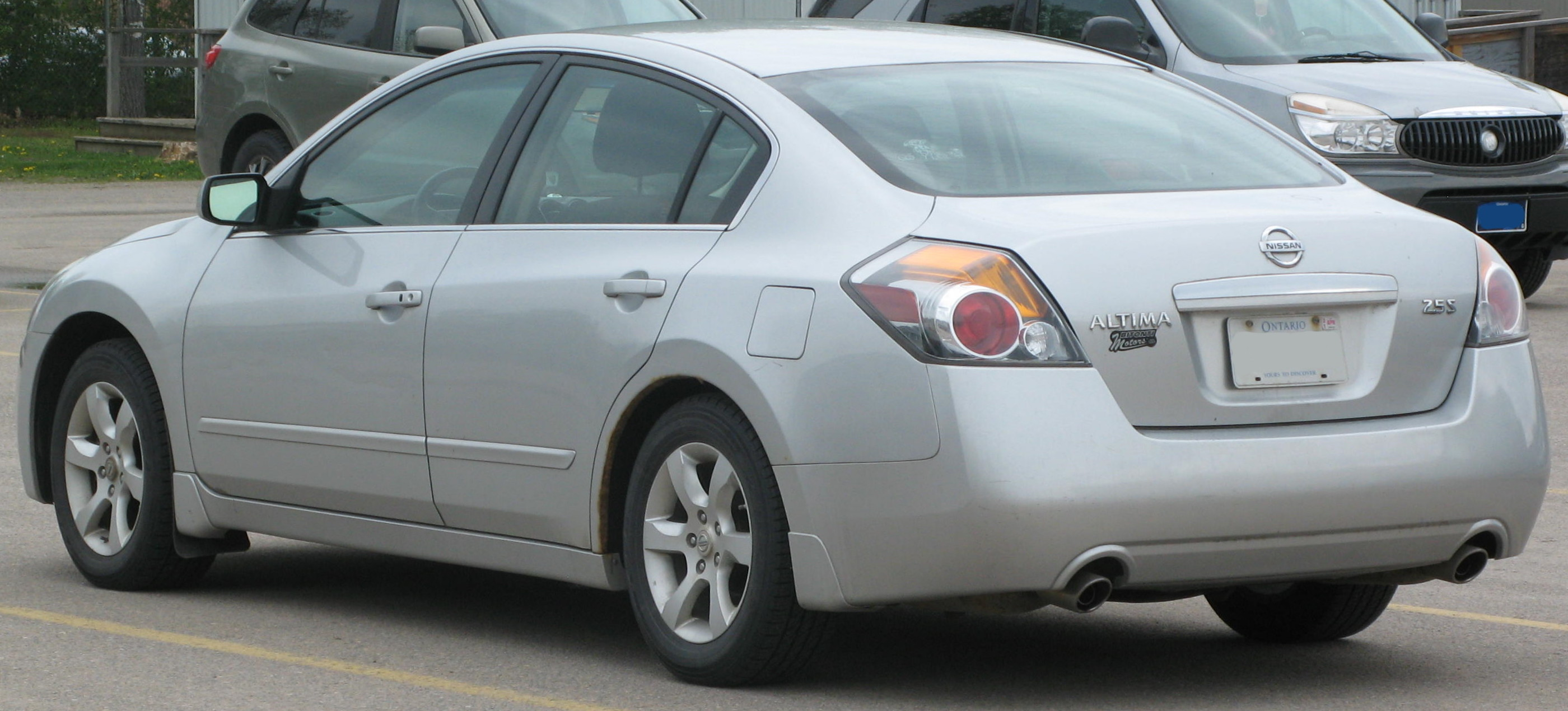
Nissan Altima 2.5 S

Samochód był produkowany w dwóch wersjach nadwozia: 4-drzwiowy sedan i 2-drzwiowe coupe (nazwa kodowa D32).
Wersje wyposażeniowe: 2.5, 2.5 S, 2.5 SL, 3.5 SE, 3.5 SR 3.5 SL.

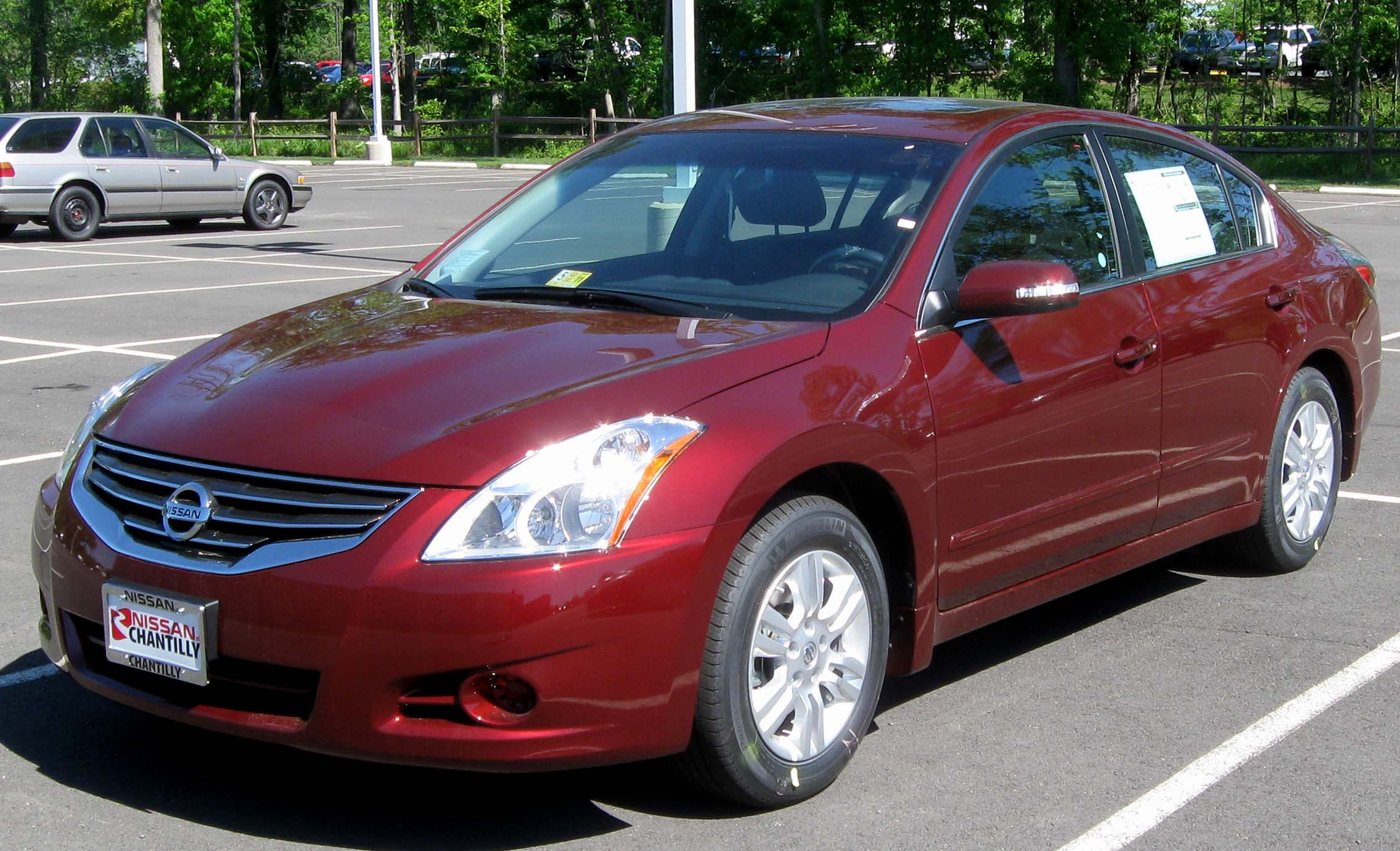
2010 Nissan Altima 2.5SL po modernizacji

Skrzynie biegów Xtronic CVT są produkowane przez japońską firmę JATCO, której właścicielem 75% akcji jest Nissan.
Od wersji modelowej 2010 samochodu zmieniono nieco przedni zderzak, przednie światła, klapę silnika, felgi, a wewnątrz zegary i tkaniny. Dodatkowo standardowo montowane są systemy Vehicle Dynamic Control (VDC) i Traction Control System (TCS), zamiast wersji SE pojawiła się wersja SR.

### Wersja hybrydowa
Od stycznia 2007 do 2011 w sprzedaży była także wersja sedana z napędem hybrydowym. Był to pierwszy samochód z napędem hybrydowym w historii marki Nissan. Samochód był dostępny tylko w wybranych stanach: California, Oregon, Connecticut, Maine, Massachusetts, New Jersey, New York, Rhode Island or Vermont. Napęd hybrydowy auta został zbudowany w oparciu o wylicencjonowaną od Toyoty technologię Hybrid Synergy Drive.
Nissan Altima Hybrid posiada dwa silniki: benzynowy czterocylindrowy QR25DE o pojemności 2,5 litra i mocy 158 KM oraz elektryczny o mocy 40 KM, razem 198 KM, czyli o 23 KM więcej od standardowej wersji z silnikiem 2,5 litra. Zestaw wysokonapięciowych baterii niklowo-metalowo-wodorkowych (Ni-MH), wytwarzających napięcie 244.8 V, jest ulokowany pod tylnymi siedzeniami. Waga pojazdu hybrydowego wzrosła o ok. 150 kg w stosunku do wersji standardowej (waga zestawu baterii 52 kg). Nissan sprzedał 36 613 szt. tego samochodu.
Samochód oferowany w roku modelowym 2010 był zmodernizowany w podobny sposób jak wersja z nadwoziem typu sedan i silnikiem benzynowym.
Nissan Altima Hybrid jest używany jako taxi w Nowym Jorku, Chicago i innych miastach USA.
Konkurencja na rynku amerykańskim: Toyota Camry Hybrid, Ford Fusion Hybrid.

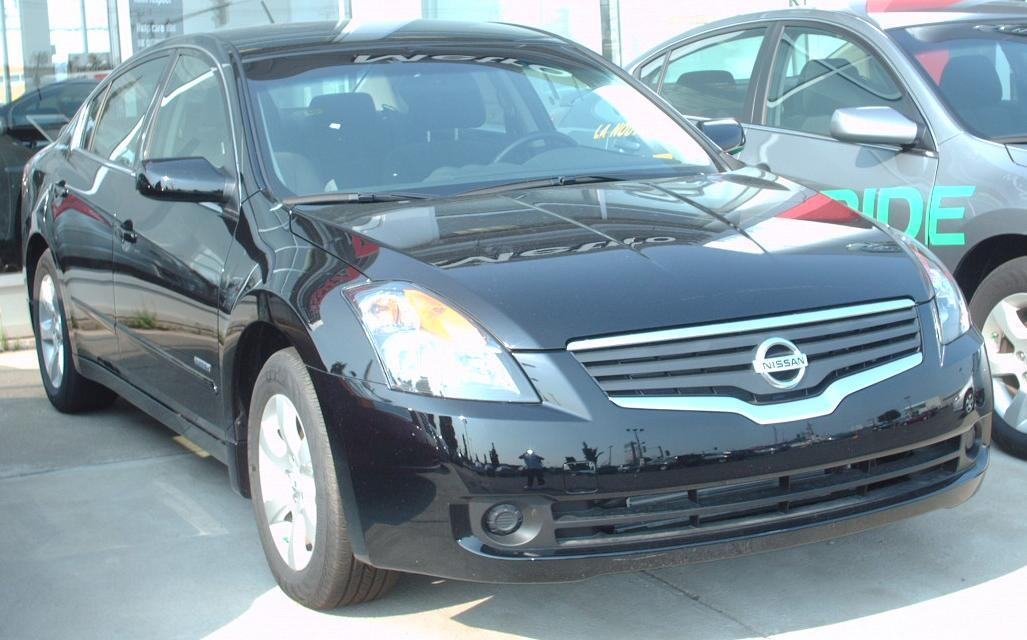
2007 Nissan Altima Hybrid

### Wersja coupe
Nissan Altima był również produkowany jako 2-drzwiowe coupe (nazwa kodowa D32) w latach 2008-2013. Samochód w tej wersji nadwozia jest lżejszy, niższy i krótszy o 7.1 cala, ma o 4 cale mniejszy rozstaw osi, wybór tych samych dwóch silników, które są niżej zamontowane, oraz specjalnie dostosowane zawieszenie. W pierwszym roku sprzedaży był oferowany w następujących wersjach: 2.5 S 6MT, 2.5 S CVT, 3.5 SE 6MT, 3.5 SE CVT. Samochód oferowany w roku modelowym 2010 był zmodernizowany w podobny sposób jak wersja z nadwoziem typu sedan, dodatkowo zamiast wersji 3.5 SE w sprzedaży pojawiła się wersja 3.5 SR. W ostatnim roku 2013 zaprzestano sprzedaży samochodów z manualną skrzynią biegów i z 3,5-litrowym silnikiem, w sprzedaży była tylko jedna wersja wyposażenia Altima Coupe 2.5 S CVT.

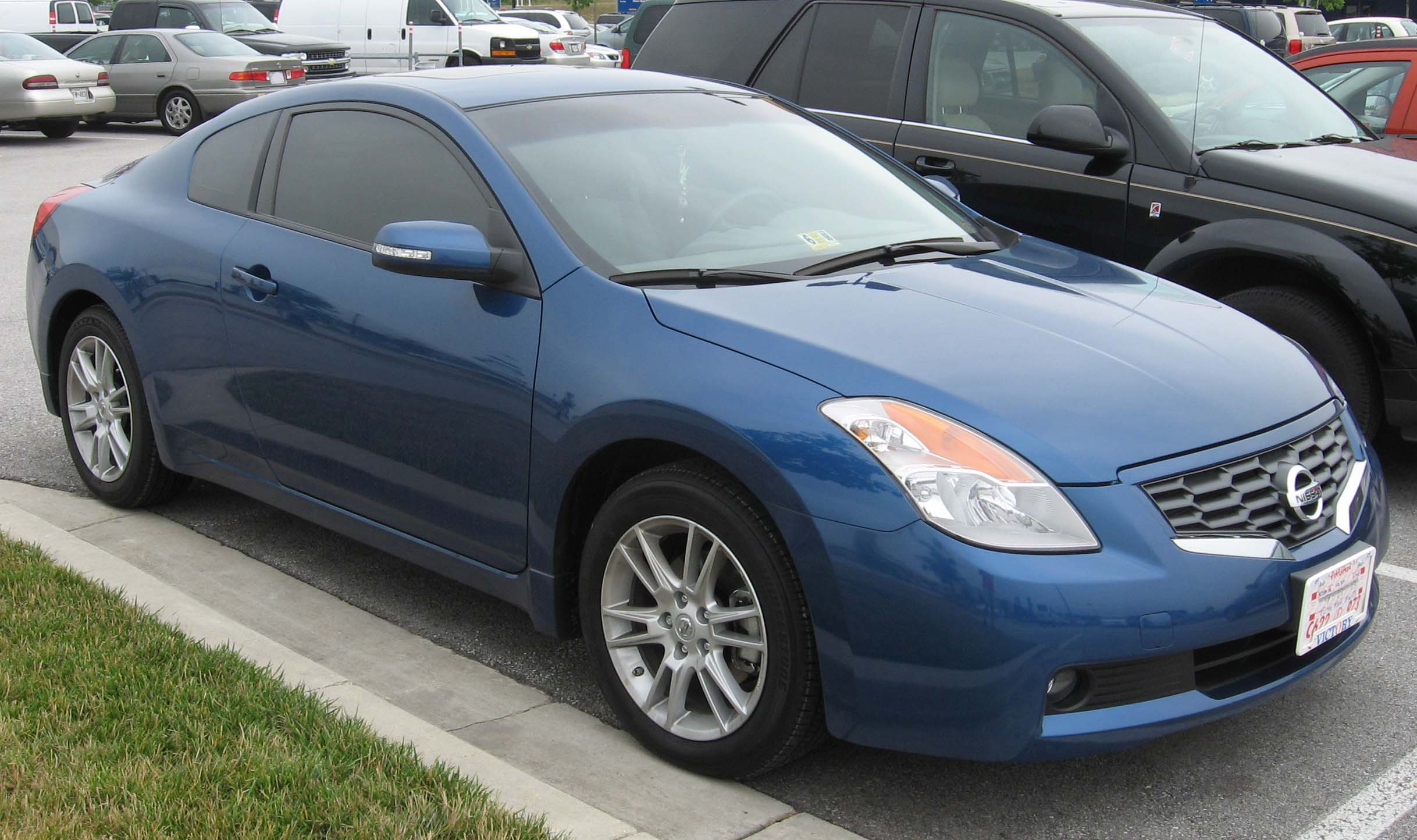
2008 Nissan Altima Coupe

## Piąta generacja (L33, 2013-2018)
Kolejna, piąta generacja samochodu została zaprezentowana na targach New York International Auto Show w kwietniu 2012 roku, pierwszy egzemplarz zjechał z linii produkcyjnej w maju, a do sprzedaży samochód trafił w czerwcu 2012 r. sprzedawany jako rok modelowy 2013.
Samochód został całkowicie przeprojektowany i produkowany jest tylko jako 4-drzwiowy sedan, zbudowany jest na płycie podłogowej "D" (współdzielona z Nissan Murano i Renault Laguna III), jest dłuższy i szerszy od poprzedniej generacji, posiada nową stylistykę zewnętrzną, zmodernizowany silnik o pojemności 2.5 litra, nowszą generację automatycznej, bezstopniowej skrzyni biegów Xtronic CVT (model CVT8 produkowany przez japońską firmę JATCO), nowe amortyzatory ZF SACHS, nowe przednie fotele zaprojektowane przy współudziale NASA, elektroniczny kluczyk, Bluetooth, kolorowy wyświetlacz wstawiony między zegary i szereg elektronicznych systemów poprawiających bezpieczeństwo jazdy (ABS, TCS, VDC, TPMS) oraz nowe systemy multimedialne.
Nissan Altima otrzymał najwyższą, możliwą ocenę w testach zderzeniowych, przeprowadzonych przez Amerykański Narodowy Departament Transportu Ruchu Drogowego (NHTSA). Samochód został wyróżniony wieloma nagrodami i był najlepiej sprzedającym się modelem Nissana w USA. Auto było dostępne w następujących wersjach wyposażeniowych: 2.5, 2.5 S, 2.5 SR, 2.5 SV, 2.5 SL, 3.5 SR, 3.5 SL. Pierwsze pięć wersji wyposażonych jest w czterocylindrowy rzędowy silnik o pojemności 2,5 litra i o mocy 182 KM, kolejne dwa modele posiadają 3,5-litrowy silnik V6 o mocy 270 KM. Wszystkie modele posiadają automatyczną skrzynię biegów Xtronic CVT.
Samochód ma najklejony znaczek "PURE DRIVE", co oznacza, że rozwiązania Nissana pod tym szyldem troszczą się o ograniczenie emisji CO2, a tym samym o mniejsze spalanie.

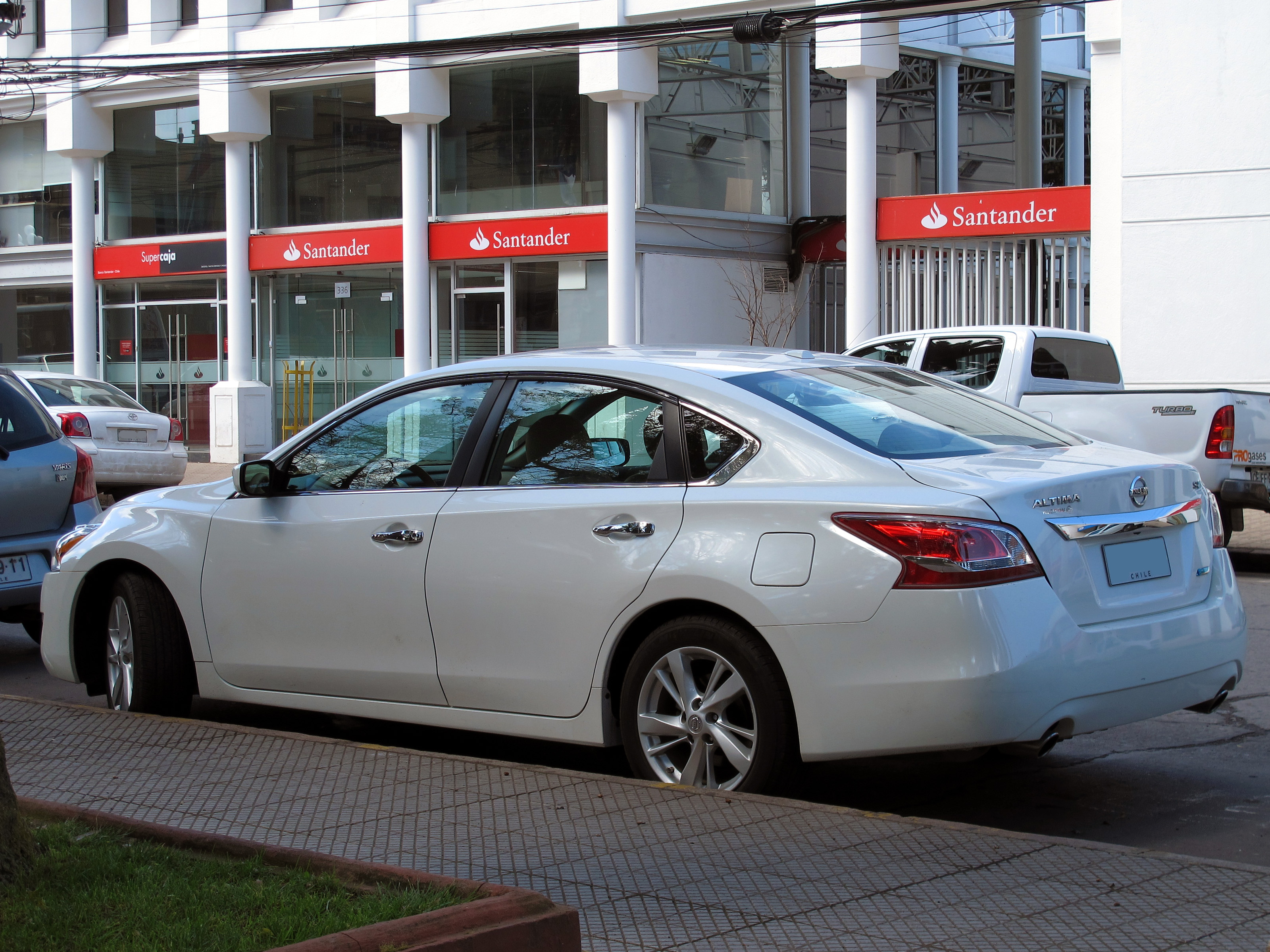
2013 Nissan Altima 2.5 SV

Dodatkowe opcje i pakiety wyposażenia:
- Remote start (2.5 S)
- Rear spoiler (SV SL)
- Sport Value Package (2.5 S)
- Cold Weather Package (2.5 SV)
- Power Driver’s Seat Package (2.5 S)
- Display Audio Package (2.5 S)
- Convenience Package (2.5 SV)
- Moonroof Package (2.5 SL)
- Technology Package (2.5 SV, 2.5 SL)
- LED Appearance Package (2.5 SR)
- Navigation Package (2.5 SV)

Przyznane nagrody:
- 2013 Ideal Vehicle Award[20]
- 2014 Most Popular Midsize Cars
- Top Rated Vehicle[21]
- Most Affordable Midsize Sedan for 2014[22]
- 2014 Best Retained Value Awards[23]

W 2014 roku w Stanach Zjednoczonych Nissan sprzedał 335 644 egzemplarzy tego modelu, a w Kanadzie 9475 szt.

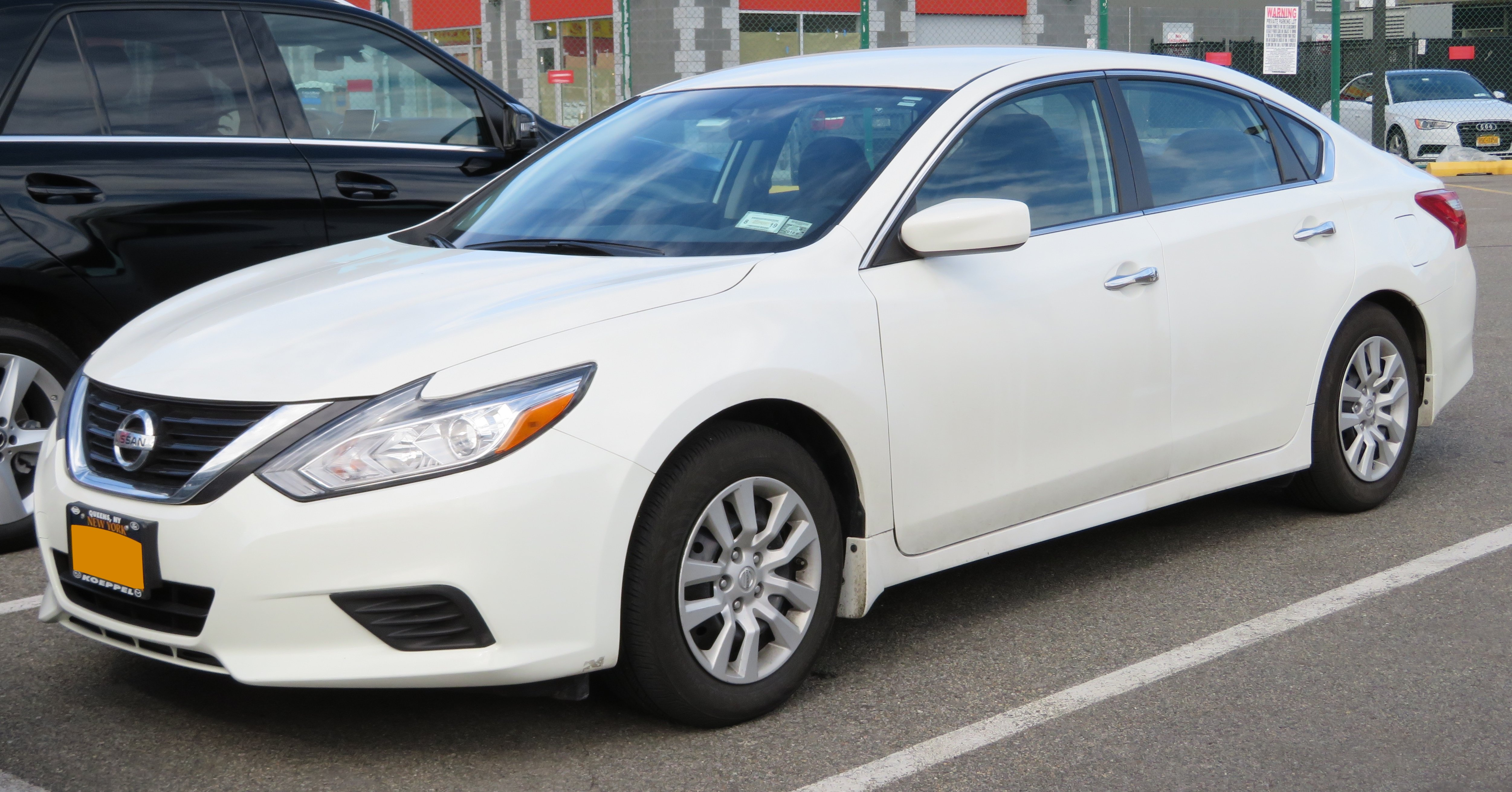
2016 Nissan Altima 2.5 S po modernizacji

W listopadzie 2015 roku samochód przeszedł delikatny facelifting (rok modelowy 2016). Zmieniono przedni i tylny zderzak, przednie i tylne światła, przedni grill (wprowadzono aktywne żaluzje sterujące dopływem powietrza chłodzącego komorę silnika), konsolę centralną, siedzenia, poprawiono aerodynamikę pojazdu, wyciszono akustycznie wnętrze pojazdu i przednią szybę, zmniejszono moc silnika z 182 do 179 KM i obniżono zużycie paliwa. Wprowadzono do sprzedaży usportowioną wersję SR, która posiada sportowe zawieszenie, 18-calowe koła na aluminiowych obręczach oraz sportowe dodatki zarówno wewnątrz jak i na zewnątrz pojazdu. Pod koniec 2016 roku w sprzedaży pojawiła się wersja Nissan Altima 2.5 SR Midnight Edition, która posiadała czarne felgi aluminiowe, czarne lusterka, czarny spoiler oraz czarne sportowe obicie foteli. W roku modelowym 2018 pojawiła się dodatkowa wersja 2.5 SR Special Edition, która była wyposażona dodatkowo między innymi w system NissanConnect z nawigacją na bazie systemu Apple CarPlay i Android Auto, 7.0-calowy wyświetlacz, siedzenia obite materiałem skóropodobnym Prima-Tex, podgrzewanie przednich siedzeń, unikalne wykończenie felg aluminiowych.
Nissan Altima był produkowany w dwóch fabrykach: w Smyrna w stanie Tennessee i Canton w stanie Missisipi, natomiast silniki były produkowane w fabryce w miejscowości Decherd w stanie Tennessee.

## Szósta generacja (L34, 2019-obecnie)
Najnowsza, szósta generacja samochodu została zaprezentowana na targach New York International Auto Show w marcu 2018. Produkcja nowego modelu została uruchomiona w sierpniu 2018 roku w fabryce w miejscowości Smyrna w stanie Tennessee, a w sprzedaży Altima pojawiła się w jesieni 2018 roku. Nowa Altima jest dłuższa, szersza i niższa od poprzedniej wersji. Samochód jest sprzedawany z dwoma rodzajami silników benzynowych: 2.5-litrowy PR25DD o mocy 188 KM oraz 2.0-litrowy turbodoładowany KR20DDET (VC-TURBO) o mocy 248 KM. Nowością jest wersja z napędem na cztery koła, która jest dostępna tylko z silnikiem o pojemności 2.5 litra. Wszystkie modele posiadają automatyczną, bezstopniową skrzynię biegów Xtronic CVT oraz zestaw 6 technologii podnoszący bezpieczeństwo Nissan Safety Shield 360 z funkcją ostrzegania o pojeździe w martwym polu, asystent świateł drogowych, ostrzegania o zmianie pasa ruchu oraz wykrywania poruszających się obiektów, minimalizujący ryzyko niebezpiecznych sytuacji na drodze. 
Auto jest dostępne w następujących wersjach wyposażeniowych: S, SR, SV, SL, Platinium. 

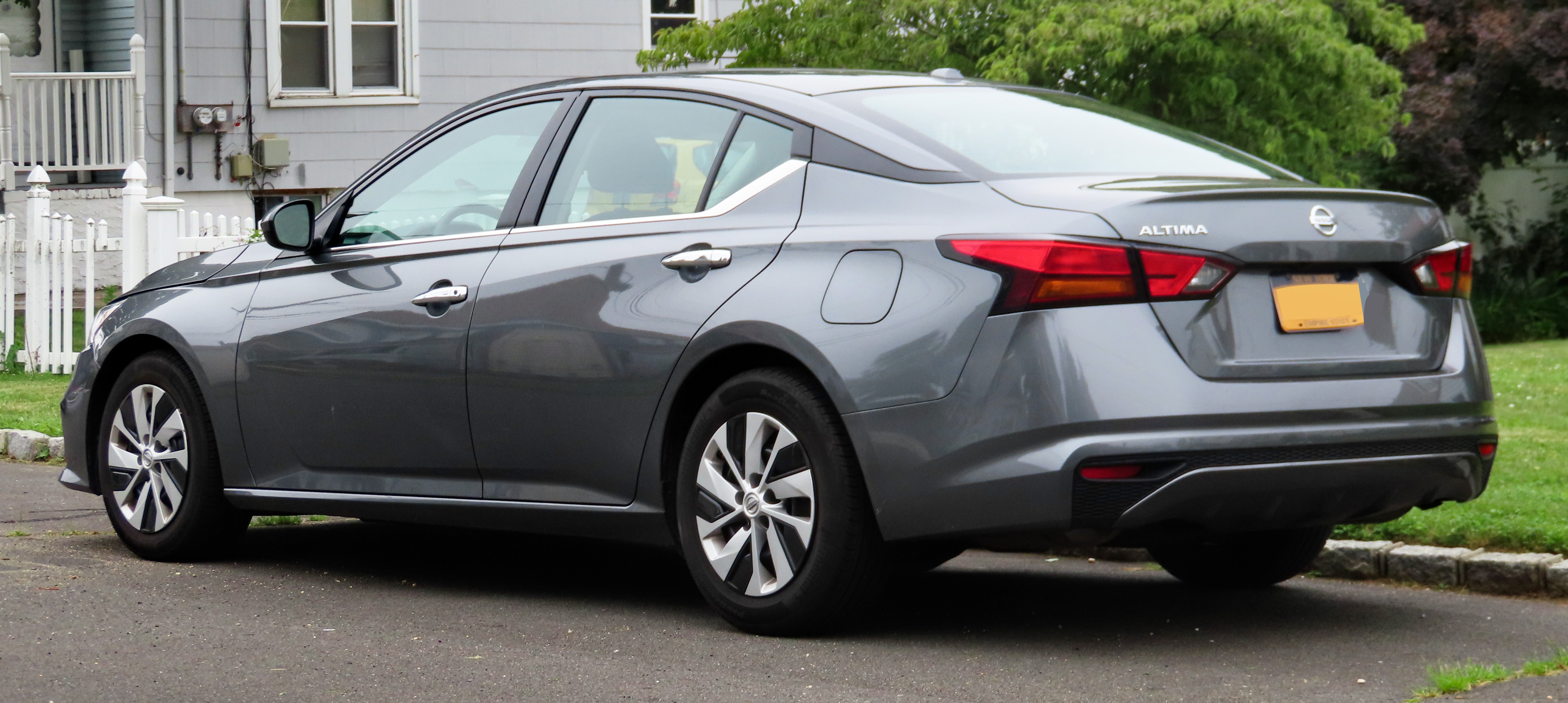
2019 Nissan Altima

Dodatkowe, opcjonalne pakiety wyposażenia:
- Driver Assist Package (S)
- Premium Package (SR)
- Driver Assist (S)
- Midnight Edition Package (tylko dla modeli 2022 Altima SR 2.5)

Przyznane nagrody:
- 2020 TOP SAFETY PICK+[30]
- 2021 Best Car for Teens $30K to $35K[31]

W czerwcu 2022 roku zaprezentowano lekko zmodyfikowaną wersję na rok modelowy 2023. Facelifting przyniósł nowy przedni grill, w pełni ledowe przednie światła, nowe wzory felg aluminiowych, 12-calowy ekran dotykowy, bezprzewodowy system Apple CarPlay oraz udoskonalone systemy bezpieczeństwa.

## Sprzedaż
| Rok kalend. | USA     | Kanada |
| ----------- | ------- | ------ |
| 2002        | 201 822 | -      |
| 2003        | 201 240 | -      |
| 2004        | 235 889 | 18 508 |
| 2005        | 255 371 | 17 037 |
| 2006        | 232 457 | 13 997 |
| 2007        | 284 762 | 17 126 |
| 2008        | 269 668 | 16 676 |
| 2009        | 203 568 | 13 852 |
| 2010        | 229 263 | 13 425 |
| 2011        | 268 981 | 12 537 |
| 2012        | 302 934 | 12 793 |
| 2013        | 320 723 | 10 488 |
| 2014        | 335 644 | 9 475  |
| 2015        | 333 398 | 7 293  |
| 2016        | 307 380 | 7 753  |
| 2017        | 254 996 | 6 626  |
| 2018        | 209 146 | 5 207  |
| 2019        | 209 183 | 3 342  |
| 2020        | 137 988 | 1 416  |
| 2021        | 103 777 | 1 218  |